# Var hidraulic
Varul hidraulic este un liant pulbere, care se obține prin arderea calcarului cu conținut de 6-20 % impurități argiloase la temperatura de 900-1000 °C. 
Acest var are priză lentă cu începutul la 1-2 h și sfârșitul la 8-16 h. În timpul prizei și întăririi se petrec procese fizico-chimice asemănătoare cu acelea din varul aerian și alți lianți hidraulici. Betoanele și mortarele pregătite pe baza varului trebuie să se întărească primele zile doar în aer liber și nu pot fi păstrate în apă timp de 7-21 zile. Rezistența la compresiune Rcom de regulă e mai mare de 0,2 MPa. În comparație cu varul aerian, rezistența varului hidraulic este mai mare și acesta poate fi folosit și în condiții umede după întărire.